# Elektryczny symulator przysłony
Elektryczny symulator przysłony – układ elektryczny wbudowany w obiektyw lustrzanki jednoobiektywowej, umożliwiający współdziałanie automatycznej przysłony i pomiaru światła w trybie TTL.
Podczas regulowania liczby przysłony, elektryczny symulator przysłony zmniejsza odpowiednio do nastawionej wartości natężenie prądu przepływającego przez wewnętrzny światłomierz aparatu, co wpływa na wynik pomiaru tak, jakby przysłona została faktycznie przymknięta do nastawionej wartości – podczas gdy w rzeczywistości pozostaje ona cały czas otwarta umożliwiając swobodną obserwację obrazu.